# Pedro Santana
För andra betydelser, se Pedro Santana (olika betydelser).

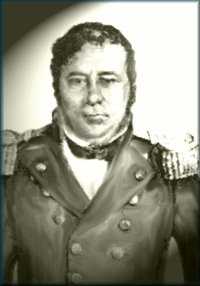
Pedro Santana

Pedro Santana Familias, född 1801, död 1864, var president i Dominikanska republiken, 16 juli 1844-4 augusti 1848, 30 maj - 23 september 1849, 15 februari 1853 - 26 maj 1856, 28 juli 1858 - 18 mars 1861, då han blev general-guvernör fram till 20 juli 1862, då landet åter införlivades med Spanien i fyra år. 